# Цифра (опера Сальери)
«Цифра» (итал. La cifra) — опера в двух действиях Антонио Сальери, написанная на либретто Лоренцо да Понте. Премьера оперы состоялась в Бургтеатре в Вене 11 декабря 1789 года.
При создании либретто да Понте использовал либретто более ранней одноактной оперы Сальери La dama pastorella («Дама-пастушка»), написанное Джузеппе Петрозеллини. Сюжет в целом характерен для оперы-буффа: это история о пастушке, которая влюбляется в знатного лорда, но из-за сословного неравенства не может даже и думать о замужестве. Однако в конце концов пастушка оказывается пропавшей дочерью графа, с которой лорд был обручён в детстве, и пара благополучно соединяется.

## Действующие лица
| Роль                            | Голос   | Премьера, 9 декабря 1789 г. (Дирижёр: —) |
| ------------------------------- | ------- | ---------------------------------------- |
| Эурилла                         | сопрано | Адриана Феррарезе дель Бене              |
| Лизотта, дочь Рустиконе         | сопрано | Беттина Коломбати                        |
| Милорд Фиделинг                 | тенор   | Франческо Буссани                        |
| Сандрино, будущий жених Лизотты | бас     | Паоло Мандини                            |
| Рустиконе, мэр и владелец отеля | бас     | Франческо Бенуччи                        |
| Леандро, друг Фиделинга         | тенор   | Джироламо Кручиати                       |

## Постановки
В конце XVIII века опера ставилась в театрах Австрии и Германии (в частности, в 1790 году в Дрездене). В 2006 году она была поставлена в Кёльне (дирижёр Мартин Хазельбёк), а в 2018 году состоялась её премьера в Северной Америке.